# معركة تل أبيض (2013)
كانت معركة تل أبيض مواجهة عسكرية في بلدة تل أبيض بين لواء جبهة الأكراد و‌وحدات حماية المرأة و‌وحدات حماية الشعب التابعتين لحزب الاتحاد الديمقراطي ضد جبهة النصرة التابعة لتنظيم القاعدة و‌الدولة الإسلامية في العراق والشام وحركة احرار الشام.